# هال إليوت
هال إليوت (بالإنجليزية: Hal Elliott)‏ هو لاعب كرة قاعدة أمريكي، ولد في 29 مايو 1899 في ماونت كليمنس في الولايات المتحدة، وتوفي في 25 أبريل 1963 في هونولولو في الولايات المتحدة.

## وصلات خارجية
- هال إليوت على موقعبيزبول رفرنس.كوم (الدوري الرئيسي) (الإنجليزية)
- هال إليوت على موقعبيزبول رفرنس.كوم (الدوري الثانوي) (الإنجليزية)